# Come se fosse normale
Come se fosse normale è un singolo del rapper italiano Guè, pubblicato il 6 aprile 2018 dalla Universal Music Group.

## Video musicale
Il video, diretto da Notext, è stato reso disponibile il 7 maggio 2018 attraverso il canale YouTube del rapper.

## Tracce
1. Come se fosse normale – 2:55

## Classifiche
| Classifica (2018) | Posizione massima |
| ----------------- | ----------------- |
| Italia            | 10                |